# Ga Dolgoji
Ga Dolgoji là ga đường sắt trên Tàu điện ngầm Seoul tuyến số 6.

## Bố trí ga
| Sangwolgok ↑ |
| \| W/B       |
| ↓ Seokgye    |

| Hướng Tây  | ● Tuyến 6 | ← Hướng đi Eungam   |
| Hướng Đông | ● Tuyến 6 | → Hướng đi Sinnae → |